# Kilimagryllus gyldenstolpei
Kilimagryllus gyldenstolpei är en insektsart som beskrevs av Lucien Chopard 1926. Kilimagryllus gyldenstolpei ingår i släktet Kilimagryllus och familjen syrsor. Inga underarter finns listade i Catalogue of Life.